# كمون القطب الكهربائي
كمون القطب E (أو كمون المسرى) في الكيمياء الكهربائية هو حسب تعريف الاتحاد الدولي للكيمياء البحتة والتطبيقية  هو القوة المحركة الكهربائية في لخلية غلفانية مؤلفة من قطبين كهربائيين: على الطرف الأيسر قطب قياسي للهيدروجين وعلى الطرف الأيمن القطب الذي يراد تحديد قيمة الكمون الكهربائي له.
Eخلية = Eمهبط − Eمصعد
بما أن قيمة القطب القياسي للهيدروجين تعريفاً تساوي الصفر فإن:
Eخلية = Eيمين − 0 = Eقطب
يعبّر عن كمون القطب بواحدة الفولت.

## القياس

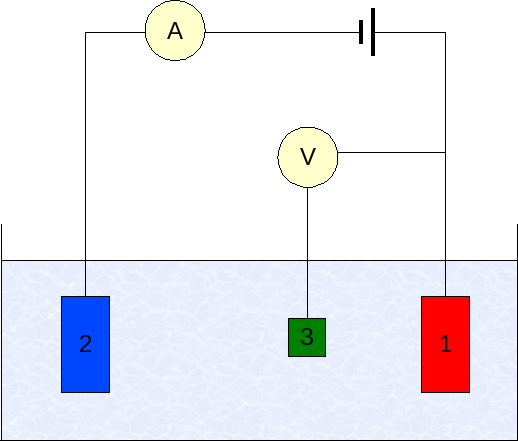
ترتيب ثلاثي الأقطاب لقياس كمون القطب.

يجري قياس كمون القطب من خلال ترتيب ثلاثي الأقطاب:
1. قطب عامل
2. قطب معاكس
3. قطب مرجعي

في حالة كون التيار الصافي غير صفري على القطب فإنه من المهم والضروري التقليل من المقاومة الداخلية للقطب، وذلك عن طريق تموضع القطب المرجعي قري سطح القطب العامل، أو باستخدام قطب داعم لديه ناقلية كهرليتية عالية بشكل كاف. إن القياسات الكمونية تجرى بحيث يكون الطرق الموجب للمقياس الكهربائي متصلاً بالقطب العامل والطرف السالب متصلاً بالقطب المرجعي.